# Chaldon Herring
Chaldon Herring – wieś w Anglii, w hrabstwie Dorset, w dystrykcie (unitary authority) Dorset. Leży 11 km na południowy wschód od miasta Dorchester i 180 km na południowy zachód od Londynu.